# Shaikh Haydar Safaví
Ḥaydar Sultan Mirza  (persa: شیخ حیدر Shaikh Ḥaidar) (Diyarbakır, junio/julio de 1459 - Tabasaran, Daguestán, 9 de julio de 1488). Sexto murshid o jeque de la tariqa Safaviyya, fue el sucesor de su padre Junāyd, desde 1460 hasta 1488. Ḥaydar mantuvo las ambiciones políticas iniciadas por su padre. Bajo el jeque Ḥaydar, la Safaviyya se cristalizó como un movimiento político del Chiismo duodecimano con una tendencia cada vez más heterodoxa extremista y Ḥaydar fue visto como una figura divina por sus seguidores. El jeque Ḥaydar fue el responsable de instruir a sus seguidores tribales turcomanos a adoptar un gorro alargado rojo carmesí (tāj o tark en persa, a veces llamado específicamente "Corona de Ḥaydar" تاج حیدر / Tāj-e Ḥaydar) guarnecido por un turbante de doce vueltas (indicando su adhesión a los Doce Imanes chiíes) y se dejaban crecer largos bigotes, lo que los llevó a ser denominados con el término turco Qizilbash, "Cabeza Roja".
Ḥaydar pronto entró en conflicto con los Shirvanshah, así como con los Aq Qoyunlu, que estaban aliados con los primeros. Después de varias campañas en el norte del Cáucaso, principalmente en Circasia y en Daguestán, él y sus hombres fueron finalmente atrapados en 1488 en Tabasaran por las fuerzas combinadas del Shirvanshah Farrukh Yassar y del bey Ya'qub ibn Uzun Hasan de Aq Qoyunlu. En una batalla campal que siguió, el jeque Ḥaydar y sus hombres fueron derrotados y asesinados. Fue sucedido por su hijo Sultan-Ali como líder de la tariqa Safaviyya. Sultan-Ali, a su vez, fue sucedido por el hijo menor de Ḥaydar, que se convertiría en el fundador de la dinastía Safávida, y conocido por su nombre real de Ismail I.

## Biografía
Ḥaydar nació entre junio y julio de 1459 en Diyarbakır, siendo sus padres el jeque Junāyd y la princesa Khadija Begum bint Jalal al-Din Ali Bey bin Qara Yülük Osman, una hermana del bey Uzun Hasan, caudillo de la confederación tribal turcomana Aq Qoyunlu. Junāyd hacia ya más de diez años que se encontraba exiliado de su territorio patrimonial de Ardabil al haber sido expulsado de allí por el bey Jahān Shāh, líder de Qara Qoyunlu (poderosa confederación tribal turcomana, rival de los Aq Qoyunlu). Los padres de Ḥaydar se habían casado en la víspera de la invasión del jeque Junāyd al Imperio de Trebisonda. Menos de un año después, el padre de Ḥaydar murió en la batalla de Tabasaran.
Además de Ḥaydar, los únicos hijos de Junāyd que sobrevivieron fueron Khvajeh Muhammad y Khvajeh Jamshid. La única hermana sobreviviente de Ḥaydar, Shah-Pasha Hatun, se casó con Muhammad Beg Talish, una figura fundamental en la fundación de la dinastía Safávida a principios del siglo XVI. Entre 1469 y 1470, Ḥaydar, de 10 años de edad, fue instalado en Ardabil por su tío Uzun Hasan, el cual derrotó y mató al bey Jahān Shāh, líder de la confederación tribal Qara Qoyunlu, en la decisiva batalla de Çapakçur y estableció su propia autoridad sobre los antiguos dominios Qara Qoyunlu. El retorno de la tariqa Safaviyya a Ardabil provocó una afluencia de seguidores de Ḥaydar desde el norte de Siria y el este de Anatolia hacia Ardabil para estar a su lado.
Fungiendo como el "líder espiritual" de la tariqa Safaviyya, Ḥaydar se involucraría en varias alianzas con los líderes de las regiones de Talish, Shirvan y el sur de Daguestán. Posteriormente, inició tres campañas militares contra varias áreas rurales y aldeas en el norte del Cáucaso. Según el profesor Roger Savory, estaban destinadas a motivar a sus hombres, estos ataques se dirigieron contra los "infieles" de Circasia y Daguestán. Sin embargo, estos fueron probablemente los alanos cristianos (hoy más conocidos como osetios) que vagaban al norte del Paso Darial, así como el subgrupo kabardiano de circasianos. Para llegar al área, Ḥaydar tuvo que cruzar áreas gobernadas por el Shirvanshah (específicamente los gobernantes Shirvanshah de Salyan y Mahmudabad), quienes fueron hostiles ya que se aliaron con el gobernante Aq Qoyunlu de Azerbaiyán, el Sultán Ya'qub. Por lo tanto, Ḥaydar ordenó la construcción de barcos en Khalkhal y Astara, para evitar tener que ir por tierra. Mediante el uso de barcos, Ḥaydar y sus hombres podrían eludir el Shirvanshah, llegando a Derbent y el Daguestán costero a través del Mar Caspio. En particular, las ciudades de Agrica y Mian-Qeslaq parecen haber sido el objetivo principal en ese momento. Alrededor de 1473, Ḥaydar y sus hombres realizaron su primer ataque marítimo contra Daguestán, durante el cual saquearon la ciudad de Qaytaq, predominantemente circasiana, y la llanura de Hamiri. La primera campaña de Ḥaydar en el continente en Daguestán tuvo lugar cinco años más tarde, en 1478.  Sin embargo, la tercera y última de sus campañas en Daguestán, que tuvo lugar en 1488, resultó ser la última.
El Shirvanshah había permitido las dos primeras campañas de Ḥaydar, pero esta vez, en su camino hacia el norte del Cáucaso, saqueó la ciudad de Şamaxı. En Tabasaran, afuera del castillo de Bayqird, Ḥaydar y sus hombres estaban acorralados; en la batalla campal subsiguiente, el 9 de julio de 1488, fueron asesinados por las fuerzas combinadas del gobernante Shirvanshah Farrukh Yassar y el sultán Aq Qoyunlu Ya'qub ibn Uzun Hassan. Luego el líder Aq Qoyunlu ordenó la decapitación de Ḥaydar; enterraron su cabeza cortada más tarde en Tabriz. Ḥaydar murió cerca del lugar donde su propio padre, Junayd, había muerto en 1460. El hijo de Ḥaydar, conocido regularmente como Ismail I, más tarde trasladaría los restos de su padre (que estaban localizados tanto en Tabriz como en Tabasaran), y los enterró en el Santuario Safawī ubicado en Ardabil. La tumba de Haydar en Ardabil se convirtió en un lugar de peregrinación.

## Familia

### Matrimonios y concubinas
Shaykh Haydar estuvo casado en dos ocasiones: 
- Halima Begum (también conocida como Alamshah Begum o Martha) (¿? - ¿?). Su primera esposa, con quien se casó entre 1471 y 1472, era hija de Uzun Hasan y de su esposa Despina Khatun (Teodora Megale Comnena), hija de Juan IV de Trebisonda;

- una hija del jeque Farid al-din Jafar bin Khvajeh Ali, el tío paterno de su padre. Su segunda esposa, con quien se casó en 1473;

- además poseía varias concubinas circasianas y georgianas.

### Descendencia
Con respecto a su descendencia, se sabe que diez hijos y cuatro hijas le sobrevivieron a su muerte en 1488:
Hijos:
- Sultan Ali Mirza (1478-1494), sucesor de su padre e hijo de Halima Begum;
- Ibrahim Mirza (¿? - ¿?), hijo de Halima Begum;
- Abu'l-Moẓaffar Ismā'īl (1487-1524), sucesor de su hermano mayor e hijo de Halima Begum, sah de Persia con el nombre de Ismail I;
- Sayyid Hasan (¿? - 1525), hijo de la hija del jeque Jafar, serviría como funcionario en el Santuario Safávi ubicado en Ardabil durante el reinado de su medio hermano y futuro shah Ismail I;
- otros 6 hijos.

Hijas:
- Fakhr-Jahan Khanum (¿? - ¿?), casada con Bayram Beg Qaramanlu († 1514), un poderoso líder tribal Qizilbash turcomano;
- Malek Khanum (¿? - ¿?), casada con Abdallah Khan Shamlu, un jefe Qizilbash de alto rango, que procedía de Ardabil;
- ¿?, casada con Husayn Beg Shamlu, quien luego serviría como el primer vakil (viceregente) del Imperio safávida;
- ¿?, casada con Shah-Ali Beg (después de 1540), gobernante de Hazo y Sason en Anatolia.